# Jacqueline Galant
Jacqueline Galant (Bergen, 18 maart 1974) is een Belgische politica voor de MR.

## Levensloop
Jacqueline Galant was de dochter van Jacques Galant, die voor de christendemocratische PSC van 1971 tot 2001 burgemeester van Jurbeke was. Ze studeerde af als licentiaat in de politieke en administratieve wetenschappen aan het FuCaM in Bergen.
In de nasleep van haar vader werd ze politiek actief voor de PSC. In 1999 verliet ze de partij omdat ze zich er tegengewerkt voelde en stapte ze over naar de liberale PRL, de voorloper van de MR. Voor de partij was ze kandidaat bij de Waalse verkiezingen van juni 1999, maar ze werd niet verkozen. Vervolgens was Galant van 1999 tot 2003 politiek adviseur op het kabinet van toenmalig vicepremier en minister van Buitenlandse Zaken Louis Michel. 
In oktober 2000 werd Galant als lijstduwer op de lijst van haar vader verkozen in de gemeenteraad van Jurbeke. De oppositie wist echter met succes de verkiezingsuitslag aan te vechten, waarna er in april 2001 nieuwe verkiezingen werden gehouden. De lijst van de burgemeester behield daarbij haar meerderheid, maar Jacqueline Galant haalde als lijstduwer meer stemmen dan haar vader, waarna die een stap opzijzette als burgemeester en zij hem opvolgde in deze functie, die ze nog steeds uitoefent. Als burgemeester ging ze in de tegenaanval tegen toenmalig Waals minister van Wonen Jean-Marc Nollet, die de gemeente verplichtte om 10 procent sociale woningen te voorzien in de gemeente.
In mei 2003 werd ze voor de kieskring Henegouwen verkozen in de Kamer van volksvertegenwoordigers, waar Galant tot in mei 2014 bleef zetelen. Ze zetelde er in de commissies Binnenlandse Zaken, Naturalisaties en Openbaar Ambt en verdiepte zich in dossiers als migratie en veiligheid. Van 2012 tot 2014 was ze quaestor. Tegelijkertijd maakte ze opgang in haar partij; sinds 2004 is ze voorzitter van de MR-federatie van Bergen-Borinage en ondervoorzitter van de MR-federatie van de provincie Henegouwen. Binnen de MR maakte ze vanaf oktober 2009 deel uit van de Renaissance-groep die het voorzitterschap van Didier Reynders contesteerde en die in januari 2011 een nieuwe voorzittersverkiezing wist af te dwingen, waarbij Charles Michel werd verkozen tot nieuwe partijvoorzitter.
Bij de verkiezingen van mei 2014 kwam Galant als lijsttrekker in de kieskring Bergen op voor het Waals Parlement. Ze werd verkozen en kwam zodoende ook in het Parlement van de Franse Gemeenschap terecht. Enkele maanden later, in oktober 2014, trad ze toe tot de regering-Michel I, waarin ze minister van Mobiliteit werd. In die hoedanigheid werd ze belast met de voogdij over de Nationale Maatschappij der Belgische Spoorwegen (NMBS) en Belgocontrol, het overheidsbedrijf bevoegd voor onder meer de luchtverkeersleiding en de veiligheid op luchthavens. 
Op 15 april 2016 bood ze haar ontslag aan als minister van Mobiliteit. Dat gebeurde nadat ze onder vuur kwam te liggen over de veiligheid op de Belgische luchthavens, in de nasleep van de aanslagen in Brussels Airport op 22 maart 2016. Ze zou waarschuwingen over gebrekkig toezicht naast zich neergelegd hebben en te weinig aandacht gehad hebben voor de vraag naar extra middelen voor de beveiliging van de luchthavens. Ze ontkende daags ervoor bij monde van de premier nog dat ze weet had van bepaalde Europese rapporten die haar hiervoor waarschuwden, maar dat bleek niet te kloppen. Diezelfde 14de april nam Laurent Ledoux ontslag als topman bij de FOD Mobiliteit, die het beleid van Galant hekelde bij zijn vertrek. Galant ontkende bij haar vertrek haar tekort aan aandacht voor veiligheid. Ze vertrok naar eigen zeggen doordat sereen voortwerken na de beschuldigingen niet meer zou lukken en wetende dat Ledouxs kritiek op haar niet onmiddellijk zou verstommen. Eerder kwam ze al onder vuur te liggen toen ze een foutief bedrag noemde voor de besparing bij de NMBS en een contract met een advocatenkantoor had onderhandeld zonder verplichte openbare aanbesteding. Ze kreeg ook kritiek toen ze het idee lanceerde om een stuk van het Gewestelijk ExpresNet niet uit te voeren en een gelijkaardig voorstadsnet in Gent en Antwerpen uit te stellen.
Na haar ontslag nam ze haar mandaten in het Waals Parlement en het Parlement van de Franse Gemeenschap weer op. Van 2016 tot 2017 was ze in het Waals Parlement voorzitter van de commissie voor Landbouw, Toerisme en - opmerkelijk - Luchthavens en ze nam het voortouw in de goedkeuring van het verbod op onverdoofd slachten in 2017 en de stemming van een nieuwe codex over dierenwelzijn in 2018. Van 2017 tot 2022 was Galant ondervoorzitter van het Waals Parlement en aldus eveneens ondervoorzitter van de conferentie van voorzitters in de assemblee, die de werkzaamheden in het parlement coördineert. Daarnaast was ze van 2017 tot 2019 ondervoorzitter van de commissie Landbouw, Toerisme en Patrimonium. Daarnaast ijverde Galant voor het bevorderen van de economische betrekkingen tussen Frankrijk en Wallonië via het wegennet, de verbetering van het aanbod van en de veiligheid op schoolvervoer. Alsook zette ze zich in voor de liberalisering van technische controle en de invoer van een gegarandeerde dienstverlening bij afvalophalers in het geval van vakbondsacties. 
Na de verkiezingen van 2019 bleef Galant ondervoorzitter van het Waals Parlement. In 2022 kwam het Waals Parlement onder vuur te liggen wegens financieel wanbeheer en buitensporige uitgaven, waar het bureau, waarvan Galant als ondervoorzitter deel uitmaakte, zonder kritische vragen mee instemde. Onder druk van de meerderheidspartijen namen de bureauleden hierdoor allemaal ontslag.
Daarnaast was Galant van 2019 tot 2024 ondervoorzitter van de commissie Algemene Zaken en Internationale Betrekkingen en lid van de commissie Huisvesting en Lokale Besturen. In 2020 was ze een van de initiatiefnemers van de bijzondere commissie belast met de evaluatie van het beheer van de coronacrisis. Voorts diende ze in die periode verschillende resoluties in over uiteenlopende onderwerpen, gaande van het verbeteren van de verkeersveiligheid voor motards tot het beschermen van vrouwenrechten in Iran. 
In juni 2024 werd ze voor de derde maal verkozen in het Waals Parlement en het Parlement van de Franse Gemeenschap. Sinds juli 2024 is Galant minister in de Waalse Regering, bevoegd voor Sportinfrastructuur, Ambtenarenzaken en Administratieve Vereenvoudiging. In de Franse Gemeenschapsregering werd ze in dezelfde maand minister van Sport en Media.
Vanaf het begin van de jaren 2000 was Galant eveneens bestuurster bij verschillende intercommunales in Henegouwen, zoals IDEA (2001-2014), IDETA en IEH (2001-2007), ISPH (2001-2005), IHF (2007-2008). Daarnaast zetelde ze van 2007 tot 2013 in de raad van bestuur van het ziekenhuis Ambroise Paré in Bergen en was ze van 2007 tot 2013 ondervoorzitter van de regionale tv-zender Télévision Mons Borinage en van 2008 tot 2013 ondervoorzitter van netwerkoperator ASTRID. Van 2018 tot 2021 was ze tevens bestuurslid van de Waalse Watermaatschappij en sinds 2020 is ze bestuurslid van de UVCW, de Vereniging van Waalse Steden en Gemeenten.

## Eretekens
- Ridder in de Leopoldsorde
- Grootofficier in de Leopoldsorde (2019)[8]